# Karīna Jansena
Karīna Jansena (* 13. Mai 2006 in Riga) ist eine lettische Leichtathletin, die sich auf den Hammerwurf spezialisiert hat.

## Sportliche Laufbahn
Erste Erfahrungen bei internationalen Meisterschaften sammelte Karīna Jansena im Jahr 2022, als sie bei den U18-Europameisterschaften in Jerusalem mit einer Weite von 56,51 m mit dem leichteren 3-kg-Hammer in der Qualifikationsrunde ausschied. Anschließend belegte sie beim Europäischen Olympischen Jugendfestival (EYOF) in Banská Bystrica mit 59,83 m den vierten Platz. Im Jahr darauf gelangte sie dann beim EYOF in Maribor mit 60,72 m auf Rang sieben.
In den Jahren 2021 und 2022 wurde Jansena lettische Meisterin im Hammerwurf.